# Église Notre-Dame-de-l'Assomption d'Ailly-le-Haut-Clocher
L'église Notre-Dame-de-l'Assomption d'Ailly-le-Haut-Clocher est située sur le territoire de la commune d'Ailly-le-Haut-Clocher dans le département de la Somme, à une quinzaine de kilomètres à l'est d'Abbeville.

## Historique
L'église a été construite au XIIIe siècle. Le 6 avril 1548, l'église d'Ailly-le-Haut-Clocher fut le théâtre d'un événement tragique : la nef où s'étaient réfugiés des habitants du village fut incendiée par la soldatesque qui y avait massacré 130 personnes.
Son clocher, terminé par un toit en flèche effilée recouverte d'ardoises, a servi au XVIIIe siècle comme point de repère lors de mesurages pour la réalisation de la carte de Cassini. C'est d’ailleurs en référence à l’élévation de la flèche de ce clocher que s'est formé le toponyme Ailly-le-Haut-Clocher.
L'église est protégée au titre des monuments historiques : classement par arrêté du 1er avril 1910.
Pendant la Seconde Guerre mondiale, l'armée allemande établit un poste d'observation en haut du clocher et y installa une mitrailleuse de D.C.A.

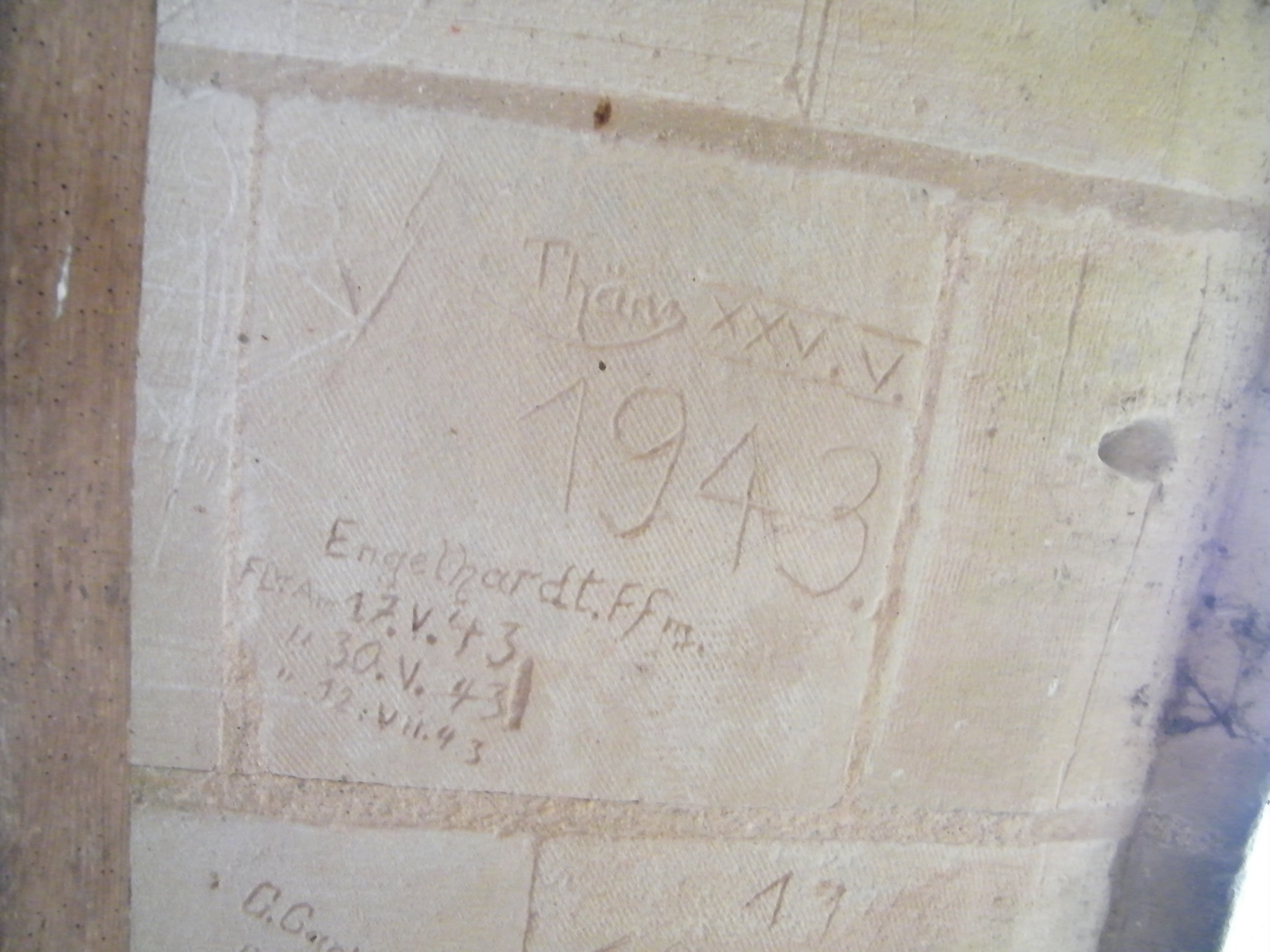
Graffitis de soldats allemands dans le clocher.

Les bombardements alliés de 1944 ont endommagé l'édifice.

## Caractéristiques

### Extérieur
L'église Notre-Dame-de-l'Assomption,, a été construite en pierre au XIIIe siècle selon un plan allongé traditionnel. Elle est composée d'une nef unique, deux bras d'un transept, un chœur de trois travées et une chapelle collatérale au sud du chœur, aussi de trois travées. Les deux éléments orientaux sont du même hauteur. Un cadran solaire, qui équipait jadis la face sud de l'édifice, est encore un peu visible dans des conditions favorables (lumière rasante de fin de journée ensoleillée).
Le clocher culmine à 45 mètres, sa flèche recouverte d'ardoise mesure 20 m de long.

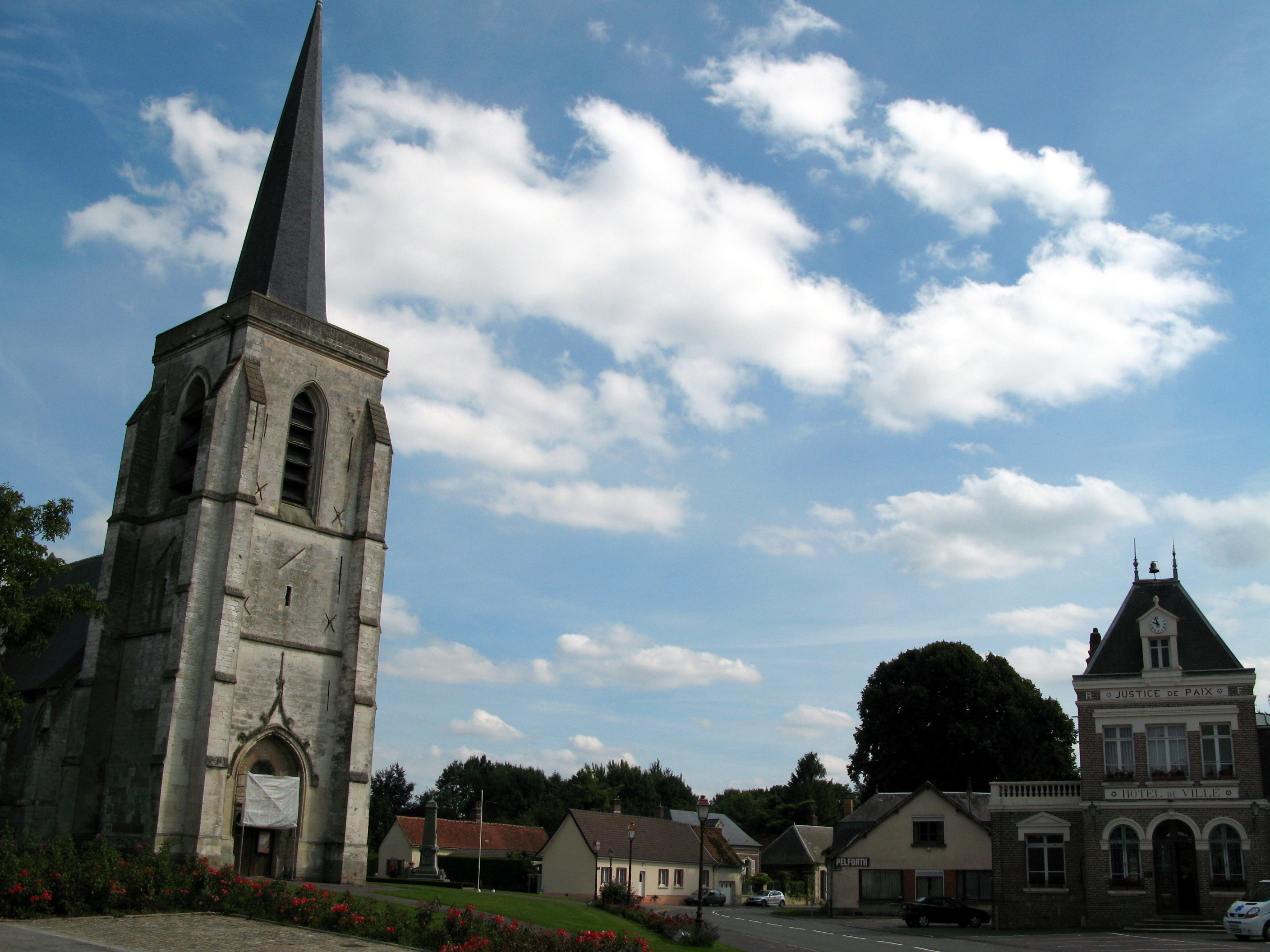
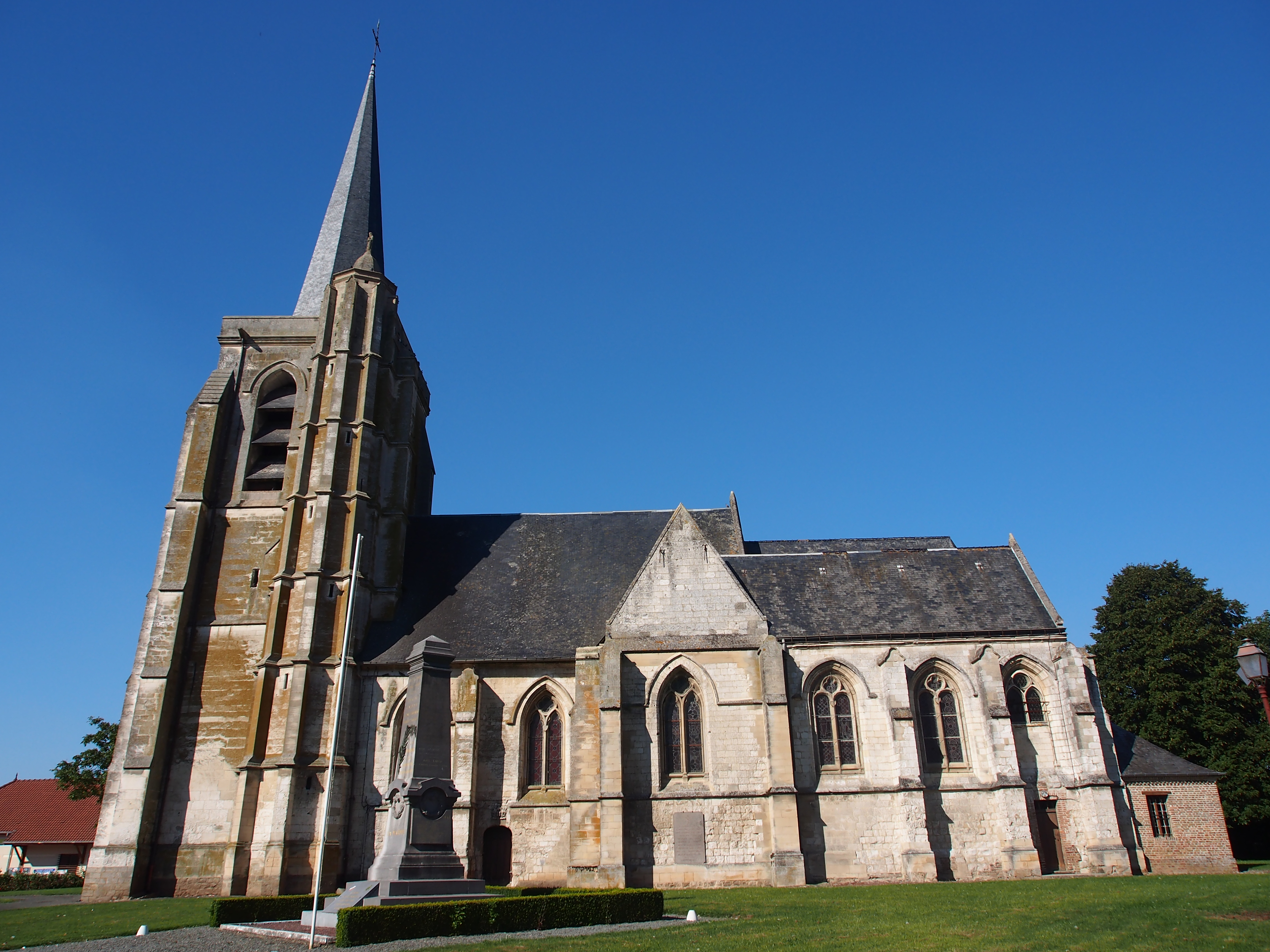
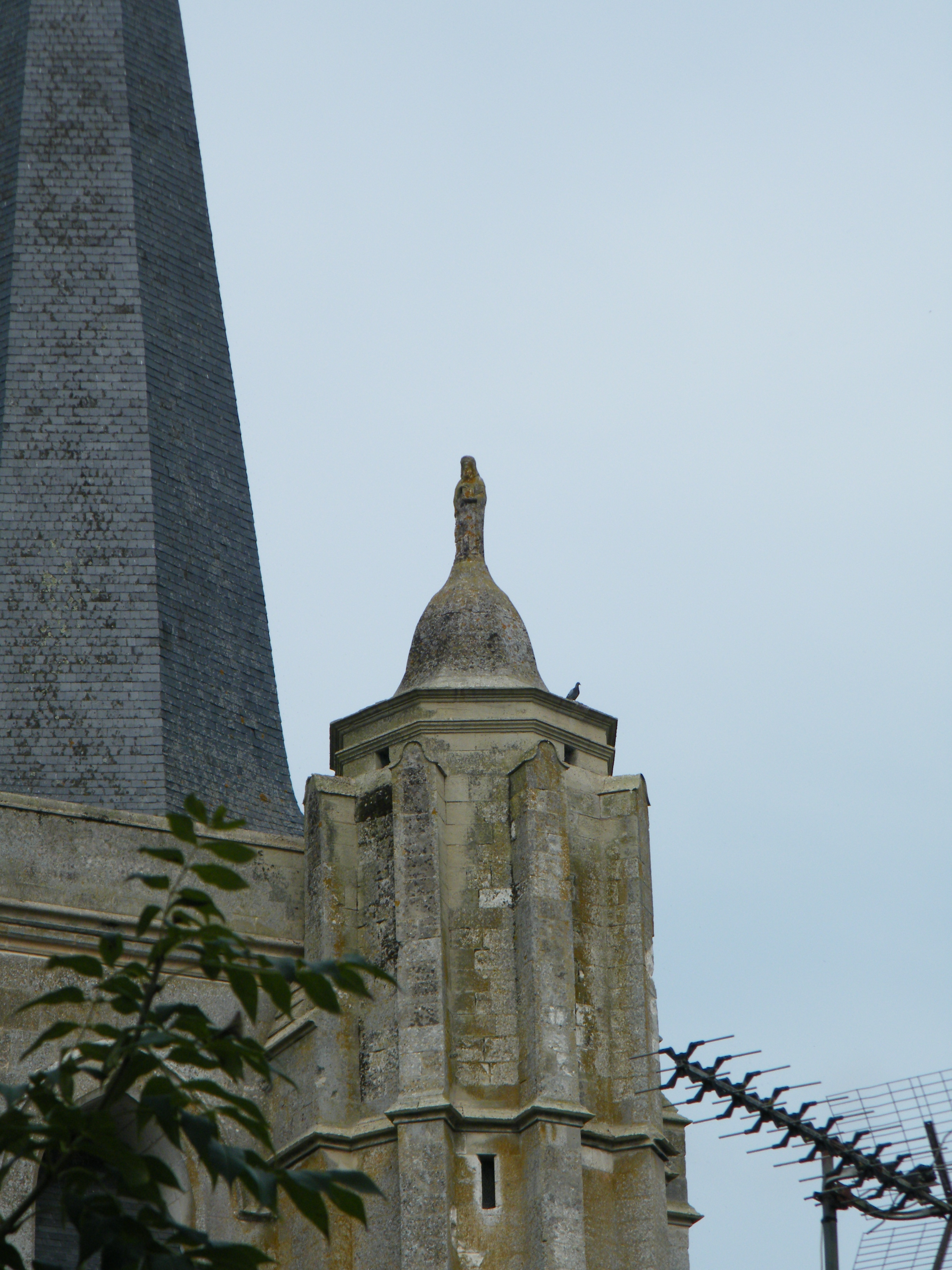
Saint Jean-Baptiste au sommet de la tourelle.
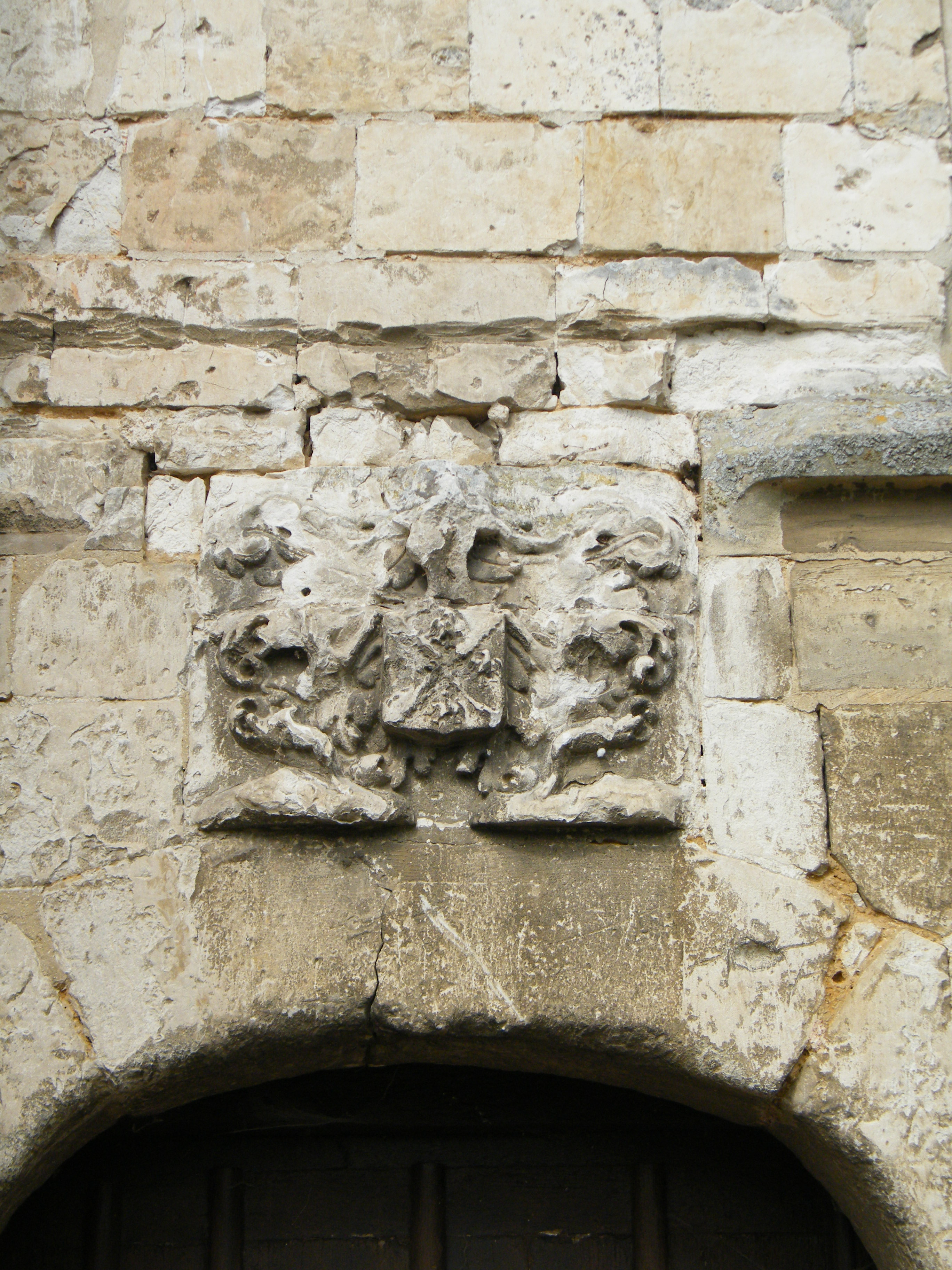
Écu de la famille d'Ailly.

### Intérieur

#### Statuaire et mobilier
Le monument conserve un certain nombre d’œuvres d'art : le maître-autel avec un tableau de l'Assomption du XVIIIe siècle; une statue d'ange montrant le ciel (XVIIe siècle) ; une statuette d'ange du XVIe siècle ; un prie-Dieu avec panneau en bas-relief sculpté représentant la Force, des fonts baptismaux du XVIIIe siècle ; une statue de procession de la Vierge du XIXe siècle ; une statuette de la Vierge du XVIIe siècle ; un Christ en croix du XVIIIe siècle ; et enfin, une colonne suspendue du XVIIe siècle.
Six blochets finement ouvragés voisinent les sablières sculptées de feuillages et la voûte de la nef décorée de peintures.

#### Orgue
L'orgue et son buffet datent du XVIIIe siècle. Il a conservé son diapason et son harmonisation d'origine. Le facteur d'orgue Félix Van Den Brande a restauré l'orgue dans les années 1940.

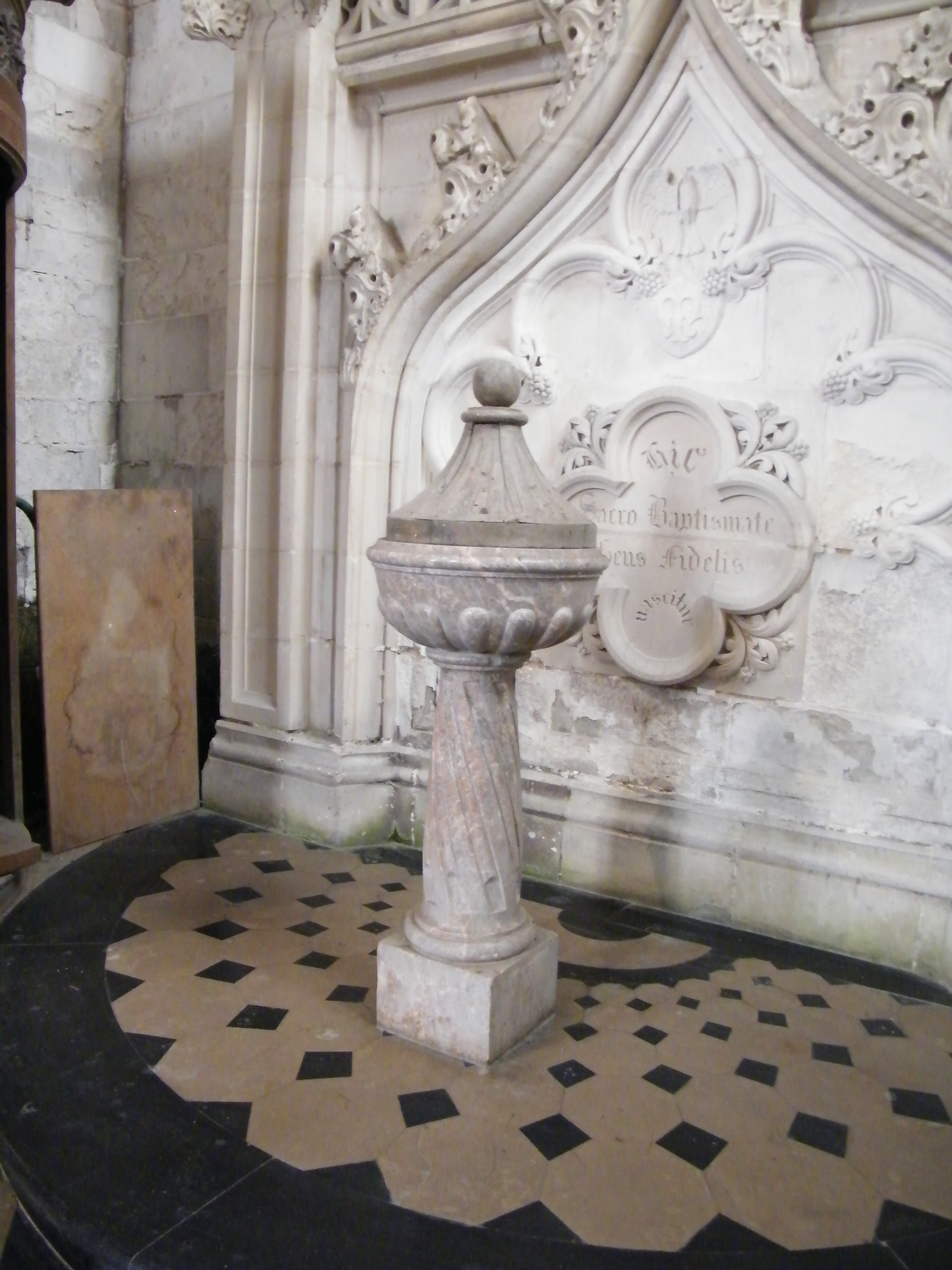
Les fonts baptismaux.
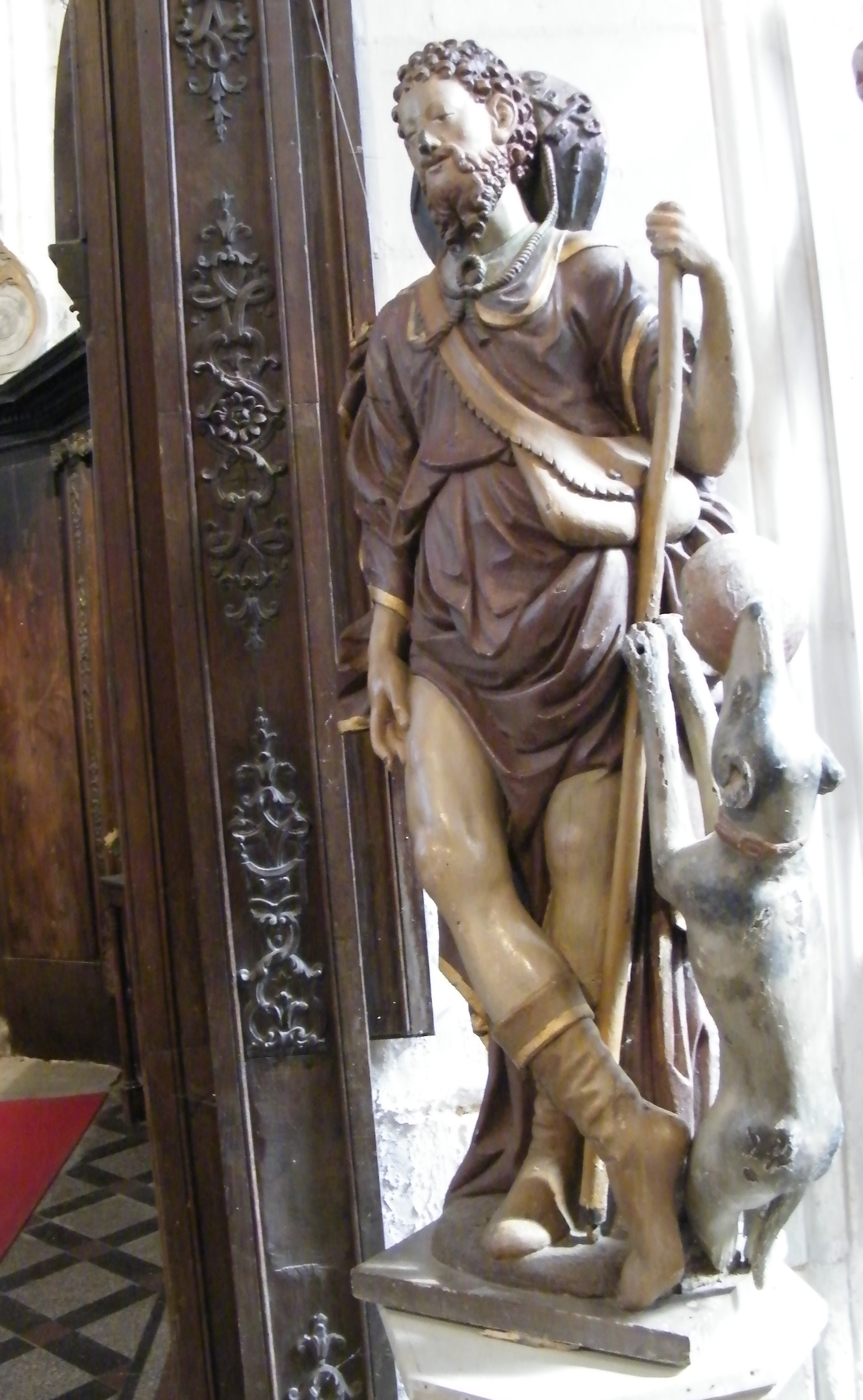
Saint Roch.
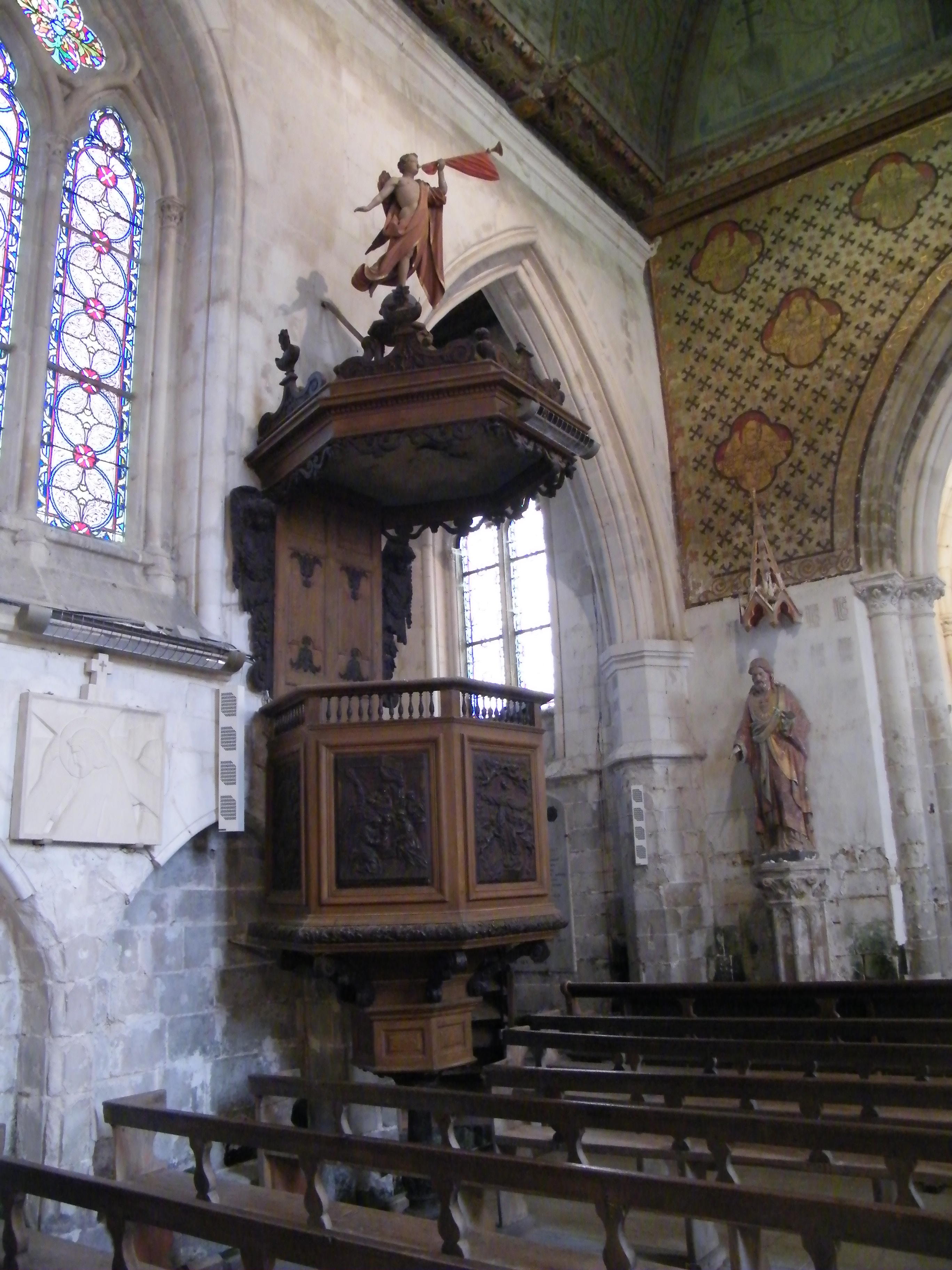
La chaire.
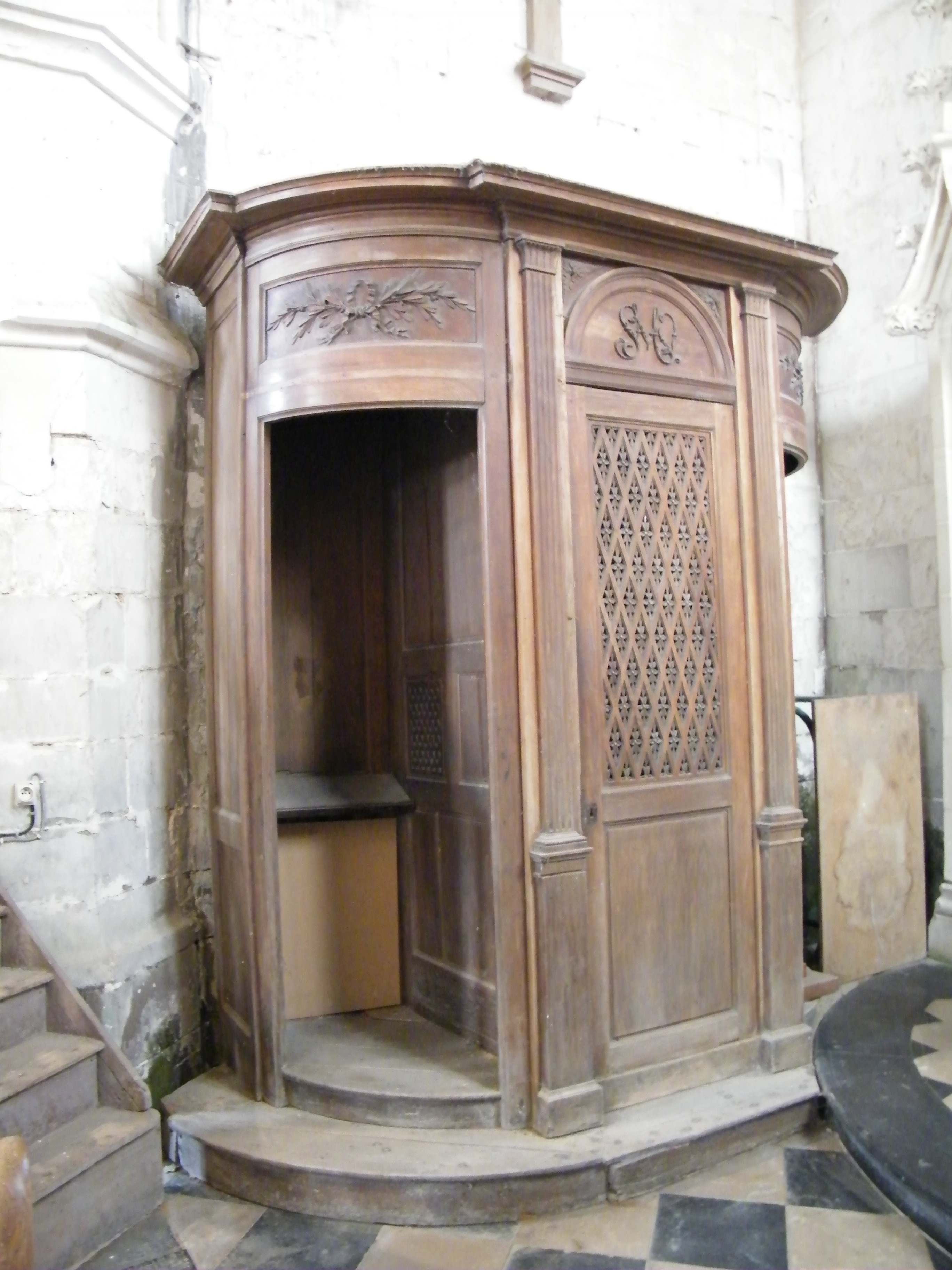
Le confessionnal.
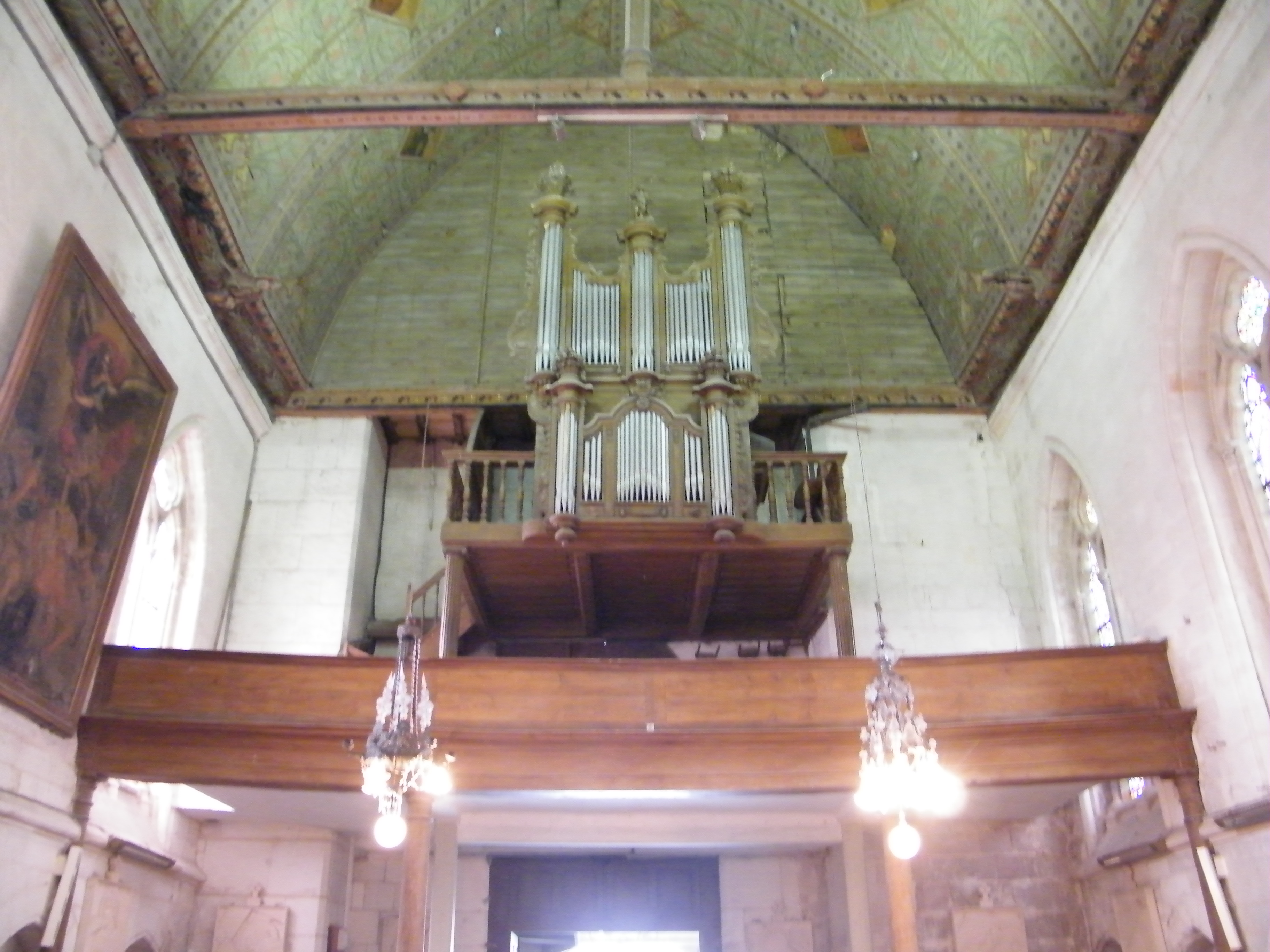
L'orgue de tribune à la fin occidentale de la nef unique.

## Prêtres
- L'église fut en 1833 le premier vicariat de l'abbé Jean-François-Martial Dergny (1809-1880), également artiste peintre[9].